# Lijst van afleveringen van Curb Your Enthusiasm
Dit is een lijst van afleveringen van de Amerikaanse komische serie Curb Your Enthusiasm. De mockumentary en comedy-special Larry David: Curb Your Enthusiasm, die op 17 oktober 1999 in première ging, wordt beschouwd als de pilot van de serie. Op 15 oktober 2000 ging het eerste seizoen van Curb Your Enthusiasm officieel in première. Sindsdien telt de serie twaalf seizoenen. Op 7 april 2024 kwam de laatste aflevering uit.

## Overzicht
| Seizoen | Seizoen        | Aantal afleveringen | Begindatum        | Einddatum         | Netwerk |
| ------- | -------------- | ------------------- | ----------------- | ----------------- | ------- |
| 0       | Comedy-special | Comedy-special      | 17 oktober 1999   | 17 oktober 1999   | HBO     |
| 0       | 1              | 10                  | 15 oktober 2000   | 17 december 2000  | HBO     |
|         | 2              | 10                  | 23 september 2001 | 25 november 2001  | HBO     |
|         | 3              | 10                  | 15 september 2002 | 17 november 2002  | HBO     |
|         | 4              | 10                  | 4 januari 2004    | 14 maart 2004     | HBO     |
|         | 5              | 10                  | 25 september 2005 | 4 december 2005   | HBO     |
|         | 6              | 10                  | 9 september 2007  | 11 november 2007  | HBO     |
|         | 7              | 10                  | 20 september 2009 | 22 november 2009  | HBO     |
|         | 8              | 10                  | 10 juli 2011      | 11 september 2011 | HBO     |
|         | 9              | 10                  | 1 oktober 2017    | 3 december 2017   | HBO     |
|         | 10             | 10                  | 19 januari 2020   | 22 maart 2020     | HBO     |

## Afleveringen

### Comedy-special
| Titel                               | Regie           | Scenario    | Uitzenddatum    |
| "Larry David: Curb Your Enthusiasm" | Robert B. Weide | Larry David | 17 oktober 1999 |

### Seizoen 1 (2000)
| Nr. in serie | Nr. in seizoen | Titel                | Regie           | Verhaal     | Uitzenddatum     |
| 1            | 1              | "The Pants Tent"     | Robert B. Weide | Larry David | 15 oktober 2000  |
| 2            | 2              | "Ted and Mary"       | David Steinberg | Larry David | 22 oktober 2000  |
| 3            | 3              | "Porno Gil"          | Robert B. Weide | Larry David | 29 oktober 2000  |
| 4            | 4              | "The Bracelet"       | Robert B. Weide | Larry David | 5 november 2000  |
| 5            | 5              | "Interior Decorator" | Andy Ackerman   | Larry David | 12 november 2000 |
| 6            | 6              | "The Wire"           | Larry Charles   | Larry David | 12 november 2000 |
| 7            | 7              | "AAMCO"              | Robert B. Weide | Larry David | 19 november 2000 |
| 8            | 8              | "Beloved Aunt"       | Robert B. Weide | Larry David | 26 november 2000 |
| 9            | 9              | "Affirmative Action" | Bryan Gordon    | Larry David | 3 december 2000  |
| 10           | 10             | "The Group"          | Robert B. Weide | Larry David | 10 december 2000 |

### Seizoen 2 (2001)
| Nr. in serie | Nr. in seizoen | Titel                 | Regie           | Scenario    | Uitzenddatum      |
| 11           | 1              | "The Car Salesman"    | Robert B. Weide | Larry David | 23 september 2001 |
| 12           | 2              | "Thor"                | Robert B. Weide | Larry David | 30 september 2001 |
| 13           | 3              | "Trick or Treat"      | Larry Charles   | Larry David | 7 oktober 2001    |
| 14           | 4              | "The Shrimp Incident" | David Steinberg | Larry David | 14 oktober 2001   |
| 15           | 5              | "The Thong"           | Jeff Garlin     | Larry David | 21 oktober 2001   |
| 16           | 6              | "The Acupuncturist"   | Bryan Gordon    | Larry David | 28 oktober 2001   |
| 17           | 7              | "The Doll"            | Robert B. Weide | Larry David | 4 november 2001   |
| 18           | 8              | "Shaq"                | Dean Parisot    | Larry David | 11 november 2001  |
| 19           | 9              | "The Baptism"         | Keith Truesdell | Larry David | 18 november 2001  |
| 20           | 10             | "The Massage"         | Robert B. Weide | Larry David | 25 november 2001  |

### Seizoen 3 (2002)
| Nr. in serie | Nr. in seizoen | Titel                     | Regie           | Scenario    | Uitzenddatum      |
| 21           | 1              | "Chet's Shirt"            | Robert B. Weide | Larry David | 15 september 2002 |
| 22           | 2              | "The Benadryl Brownie"    | Larry Charles   | Larry David | 22 september 2002 |
| 23           | 3              | "Club Soda and Salt"      | Robert B. Weide | Larry David | 29 september 2002 |
| 24           | 4              | "The Nanny from Hell"     | Larry Charles   | Larry David | 6 oktober 2002    |
| 25           | 5              | "The Terrorist Attack"    | Robert B. Weide | Larry David | 13 oktober 2002   |
| 26           | 6              | "The Special Section"     | Bryan Gordon    | Larry David | 20 oktober 2002   |
| 27           | 7              | "The Corpse Sniffing Dog" | Andy Ackerman   | Larry David | 27 oktober 2002   |
| 28           | 8              | "Krazee-Eyez Killa"       | Robert B. Weide | Larry David | 3 november 2002   |
| 29           | 9              | "Mary, Joseph, and Larry" | David Steinberg | Larry David | 10 november 2002  |
| 30           | 10             | "The Grand Opening"       | Robert B. Weide | Larry David | 17 november 2002  |

### Seizoen 4 (2004)
| Nr. in serie | Nr. in seizoen | Titel                  | Regie           | Scenario    | Uitzenddatum     |
| 31           | 1              | "Mel's Offer"          | Larry Charles   | Larry David | 4 januari 2004   |
| 32           | 2              | "Ben's Birthday Party" | Robert B. Weide | Larry David | 11 januari 2004  |
| 33           | 3              | "The Blind Date"       | Larry Charles   | Larry David | 18 januari 2004  |
| 34           | 4              | "The Weatherman"       | Robert B. Weide | Larry David | 25 januari 2004  |
| 35           | 5              | "The 5 Wood"           | Bryan Gordon    | Larry David | 1 februari 2004  |
| 36           | 6              | "The Car Pool Lane"    | Robert B. Weide | Larry David | 8 februari 2004  |
| 37           | 7              | "The Surrogate"        | Larry Charles   | Larry David | 22 februari 2004 |
| 38           | 8              | "Wandering Bear"       | Robert B. Weide | Larry David | 29 februari 2004 |
| 39           | 9              | "The Survivor"         | Larry Charles   | Larry David | 7 maart 2004     |
| 40           | 10             | "Opening Night"        | Robert B. Weide | Larry David | 14 maart 2004    |

### Seizoen 5 (2005)
| Nr. in serie | Nr. in seizoen | Titel                      | Regie           | Scenario    | Uitzenddatum      |
| 41           | 1              | "The Larry David Sandwich" | Robert B. Weide | Larry David | 25 september 2005 |
| 42           | 2              | "The Bowtie"               | Larry Charles   | Larry David | 2 oktober 2005    |
| 43           | 3              | "The Christ Nail"          | Robert B. Weide | Larry David | 9 oktober 2005    |
| 44           | 4              | "Kamikaze Bingo"           | Robert B. Weide | Larry David | 16 oktober 2005   |
| 45           | 5              | "Lewis Needs a Kidney"     | Robert B. Weide | Larry David | 30 oktober 2005   |
| 46           | 6              | "The Smoking Jacket"       | David Steinberg | Larry David | 6 november 2005   |
| 47           | 7              | "The Seder"                | Robert B. Weide | Larry David | 13 november 2005  |
| 48           | 8              | "The Ski Lift"             | Larry Charles   | Larry David | 20 november 2005  |
| 49           | 9              | "The Korean Bookie"        | Bryan Gordon    | Larry David | 27 november 2005  |
| 50           | 10             | "The End"                  | Robert B. Weide | Larry David | 4 december 2005   |

### Seizoen 6 (2007)
| Nr. in serie | Nr. in seizoen | Titel                                  | Regie           | Scenario    | Uitzenddatum      |
| 51           | 1              | "Meet the Blacks"                      | Larry Charles   | Larry David | 9 september 2007  |
| 52           | 2              | "The Anonymous Donor"                  | Robert B. Weide | Larry David | 16 september 2007 |
| 53           | 3              | "The Ida Funkhouser Roadside Memorial" | David Mandel    | Larry David | 23 september 2007 |
| 54           | 4              | "The Lefty Call"                       | Alec Berg       | Larry David | 30 september 2007 |
| 55           | 5              | "The Freak Book"                       | Bryan Gordon    | Larry David | 7 oktober 2007    |
| 56           | 6              | "The Rat Dog"                          | David Steinberg | Larry David | 14 oktober 2007   |
| 57           | 7              | "The TiVo Guy"                         | Jeff Schaffer   | Larry David | 21 oktober 2007   |
| 58           | 8              | "The N Word"                           | Tom Kramer      | Larry David | 28 oktober 2007   |
| 59           | 9              | "The Therapists"                       | David Mandel    | Larry David | 4 november 2007   |
| 60           | 10             | "The Bat Mitzvah"                      | Larry Charles   | Larry David | 11 november 2007  |

### Seizoen 7 (2009)
| Nr. in serie | Nr. in seizoen | Titel                       | Regie           | Scenario    | Uitzenddatum      |
| 61           | 1              | "Funkhouser's Crazy Sister" | Larry Charles   | Larry David | 20 september 2009 |
| 62           | 2              | "Vehicular Fellatio"        | Alec Berg       | Larry David | 27 september 2009 |
| 63           | 3              | "The Reunion"               | Jeff Schaffer   | Larry David | 4 oktober 2009    |
| 64           | 4              | "The Hot Towel"             | Alec Berg       | Larry David | 11 oktober 2009   |
| 65           | 5              | "Denise Handicap"           | David Mandel    | Larry David | 18 oktober 2009   |
| 66           | 6              | "The Bare Midriff"          | Larry Charles   | Larry David | 25 oktober 2009   |
| 67           | 7              | "The Black Swan"            | Bryan Gordon    | Larry David | 1 november 2009   |
| 68           | 8              | "Officer Krupke"            | David Steinberg | Larry David | 8 november 2009   |
| 69           | 9              | "The Table Read"            | Larry Charles   | Larry David | 15 november 2009  |
| 70           | 10             | "Seinfeld"                  | Jeff Schaffer   | Larry David | 22 november 2009  |

### Seizoen 8 (2011)
| Nr. in serie | Nr. in seizoen | Titel                      | Regie           | Scenario                                            | Uitzenddatum      |
| 71           | 1              | "The Divorce"              | David Steinberg | Larry David, Alec Berg, David Mandel, Jeff Schaffer | 10 juli 2011      |
| 72           | 2              | "The Safe House"           | Bryan Gordon    | Larry David, Alec Berg, David Mandel, Jeff Schaffer | 17 juli 2011      |
| 73           | 3              | "Palestinian Chicken"      | Robert B. Weide | Larry David, Alec Berg, David Mandel, Jeff Schaffer | 24 juli 2011      |
| 74           | 4              | "The Smiley Face"          | Jeff Schaffer   | Larry David, Alec Berg, David Mandel, Jeff Schaffer | 31 juli 2011      |
| 75           | 5              | "Vow of Silence"           | Alec Berg       | Larry David, Alec Berg, David Mandel, Jeff Schaffer | 7 augustus 2011   |
| 76           | 6              | "The Hero"                 | Alec Berg       | Larry David, Alec Berg, David Mandel, Jeff Schaffer | 14 augustus 2011  |
| 77           | 7              | "The Bi-Sexual"            | David Mandel    | Larry David, Alec Berg, David Mandel, Jeff Schaffer | 21 augustus 2011  |
| 78           | 8              | "Car Periscope"            | David Mandel    | Larry David, Alec Berg, David Mandel, Jeff Schaffer | 28 augustus 2011  |
| 79           | 9              | "Mister Softee"            | Larry Charles   | Larry David, Alec Berg, David Mandel, Jeff Schaffer | 4 september 2011  |
| 80           | 10             | "Larry vs. Michael J. Fox" | Alec Berg       | Larry David, Alec Berg, David Mandel, Jeff Schaffer | 11 september 2011 |

### Seizoen 9 (2017)
| Nr. in serie | Nr. in seizoen | Titel                            | Regie           | Scenario                                               | Uitzenddatum     |
| 81           | 1              | "Foisted!"                       | Jeff Schaffer   | Larry David, Jeff Schaffer                             | 1 oktober 2017   |
| 82           | 2              | "The Pickle Gambit"              | David Steinberg | Larry David, Jeff Schaffer, Justin Hurwitz             | 8 oktober 2017   |
| 83           | 3              | "A Disturbance in the Kitchen"   | Jeff Schaffer   | Larry David, Jeff Schaffer                             | 15 oktober 2017  |
| 84           | 4              | "Running with the Bulls"         | Bryan Gordon    | Larry David, Jeff Schaffer                             | 22 oktober 2017  |
| 85           | 5              | "Thank You for Your Service"     | Larry Charles   | Larry David, Jeff Schaffer                             | 29 oktober 2017  |
| 86           | 6              | "The Accidental Text on Purpose" | Larry Charles   | Larry David, Jeff Schaffer, Jon Hayman                 | 5 november 2017  |
| 87           | 7              | "Namaste"                        | Jessie Nelson   | Larry David, Jeff Schaffer                             | 12 november 2017 |
| 88           | 8              | "Never Wait for Seconds!"        | Robert B. Weide | Larry David, Jeff Schaffer                             | 19 november 2017 |
| 89           | 9              | "The Shucker"                    | Jeff Schaffer   | Larry David, Jeff Schaffer, Justin Hurwitz             | 26 november 2017 |
| 90           | 10             | "Fatwa!"                         | Jeff Schaffer   | Larry David, Jeff Schaffer, Justin Hurwitz, Jon Hayman | 3 december 2017  |

### Seizoen 10 (2020)
| Nr. in serie | Nr. in seizoen | Titel                                                         | Regie         | Scenario                                   | Uitzenddatum     |
| 91           | 1              | "Happy New Year"                                              | Jeff Schaffer | Larry David, Jeff Schaffer, Steve Leff     | 19 januari 2020  |
| 92           | 2              | "Side Sitting"                                                | Jeff Schaffer | Larry David, Jeff Schaffer                 | 26 januari 2020  |
| 93           | 3              | "Artificial Fruit"                                            | Cheryl Hines  | Larry David, Jeff Schaffer, Carol Leifer   | 2 februari 2020  |
| 94           | 4              | "You're Not Going to Get Me to Say Anything Bad About Mickey" | Jeff Schaffer | Larry David, Jeff Schaffer                 | 9 februari 2020  |
| 95           | 5              | "Insufficient Praise"                                         | Jeff Schaffer | Larry David, Jeff Schaffer                 | 16 februari 2020 |
| 96           | 6              | "The Surprise Party"                                          | Erin O'Malley | Larry David, Jeff Schaffer                 | 23 februari 2020 |
| 97           | 7              | "The Ugly Section"                                            | Jeff Schaffer | Larry David, Jeff Schaffer                 | 1 maart 2020     |
| 98           | 8              | "Elizabeth, Margaret and Larry"                               | Jeff Schaffer | Larry David, Jeff Schaffer                 | 8 maart 2020     |
| 99           | 9              | "Beep Panic"                                                  | Jeff Schaffer | Larry David, Jeff Schaffer                 | 15 maart 2020    |
| 100          | 10             | "The Spite Store"                                             | Jeff Schaffer | Larry David, Jeff Schaffer, Justin Hurwitz | 22 maart 2020    |